# Soquete FM1

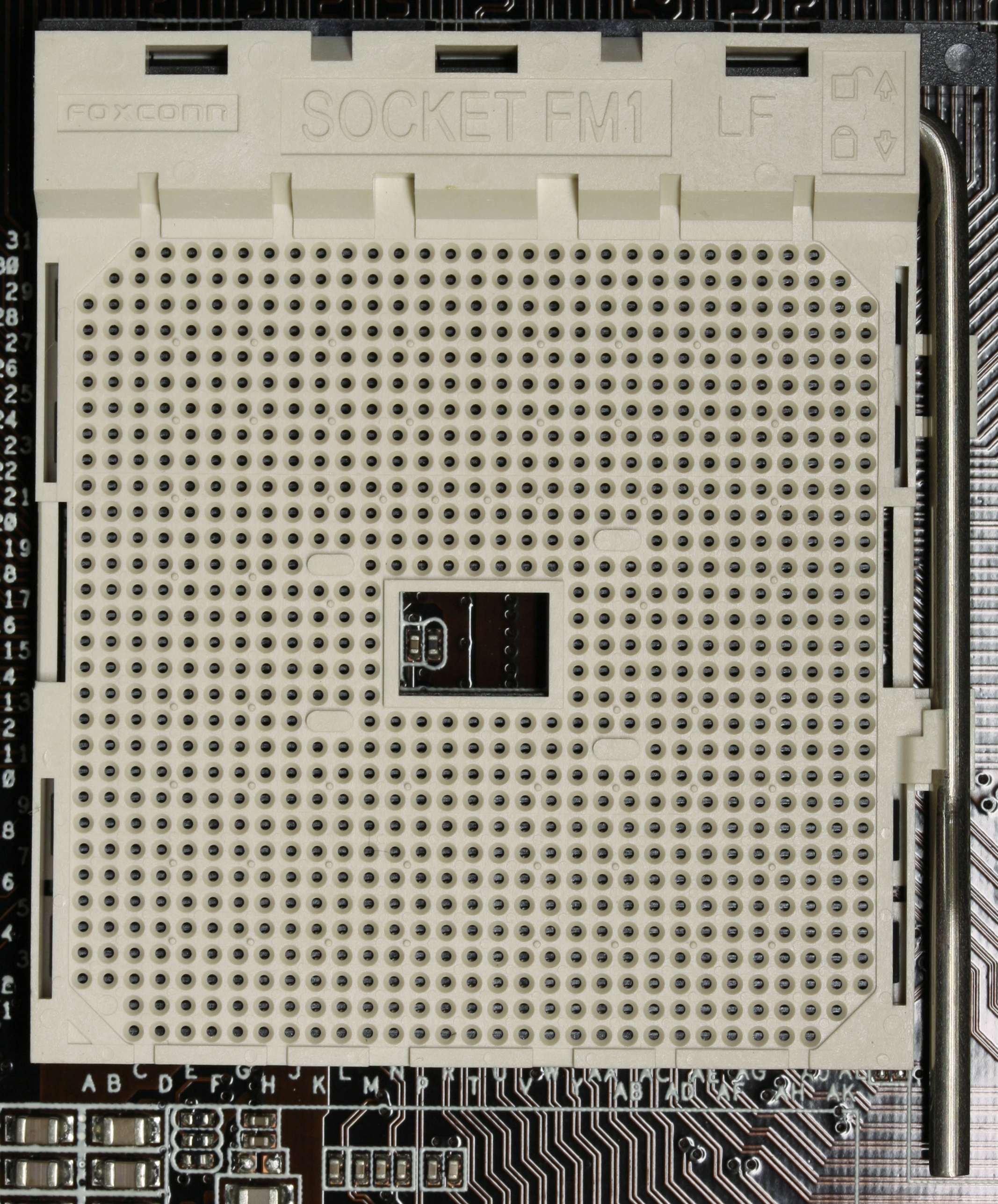
Soquete FM1

O Soquete FM1 é um soquete de CPU usado principalmente pelos processadores AMD Fusion (Llano) e também pelos Athlon II derivados do núcleo Llano para conectar à placa-mãe. Foi lançado em Julho de 2011.  